# Foton Aumark
Foton Aumark (Фотон Аумарк, кит.: 欧马可) — сімейство легких і середніх вантажівок повною масою від 3 до 14 тонн пекінської компанії Beiqi Foton Motor Ltd.

## Опис

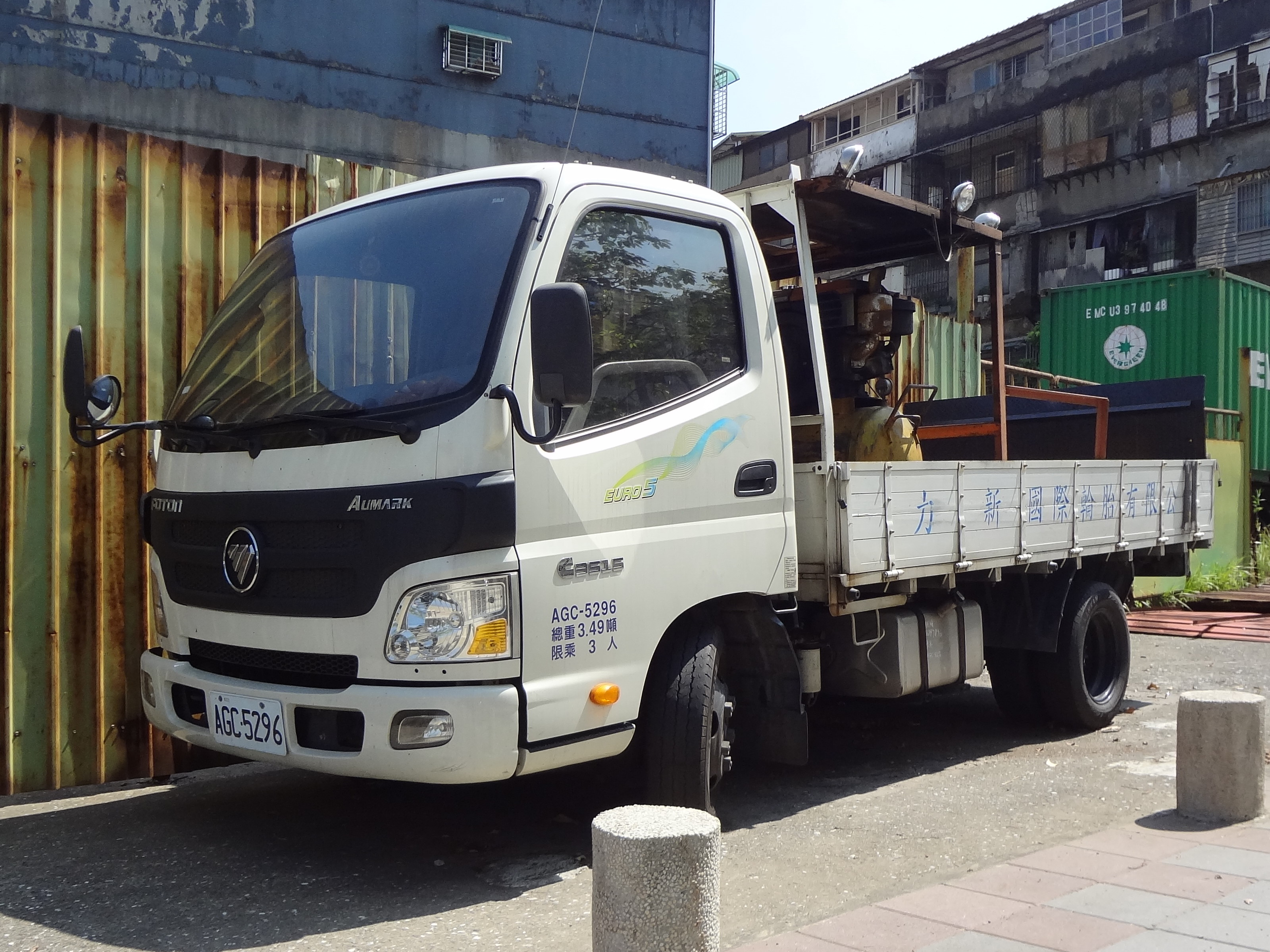
Foton Aumark C

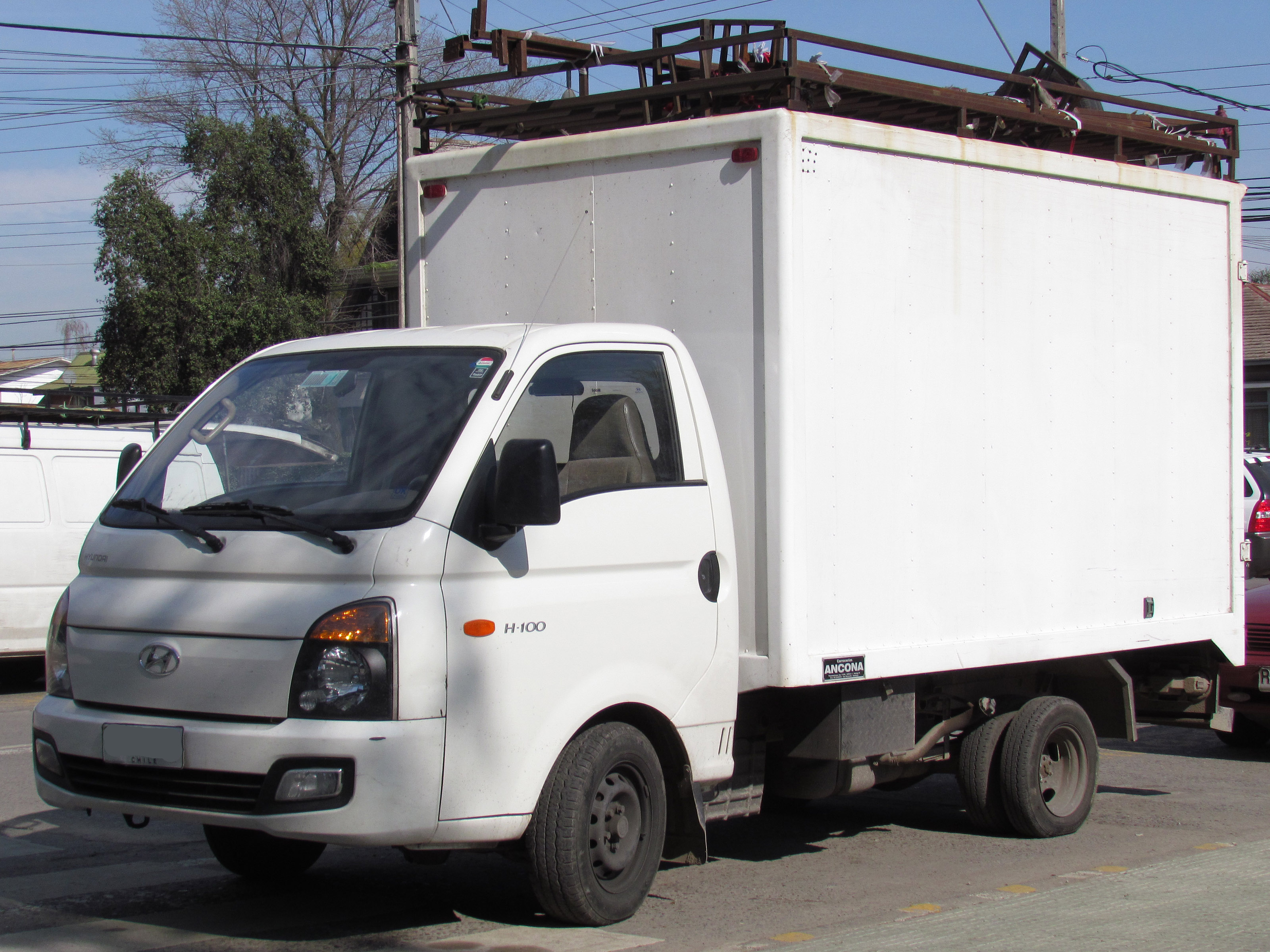
Hyundai Porter аналог Foton Aumark FL

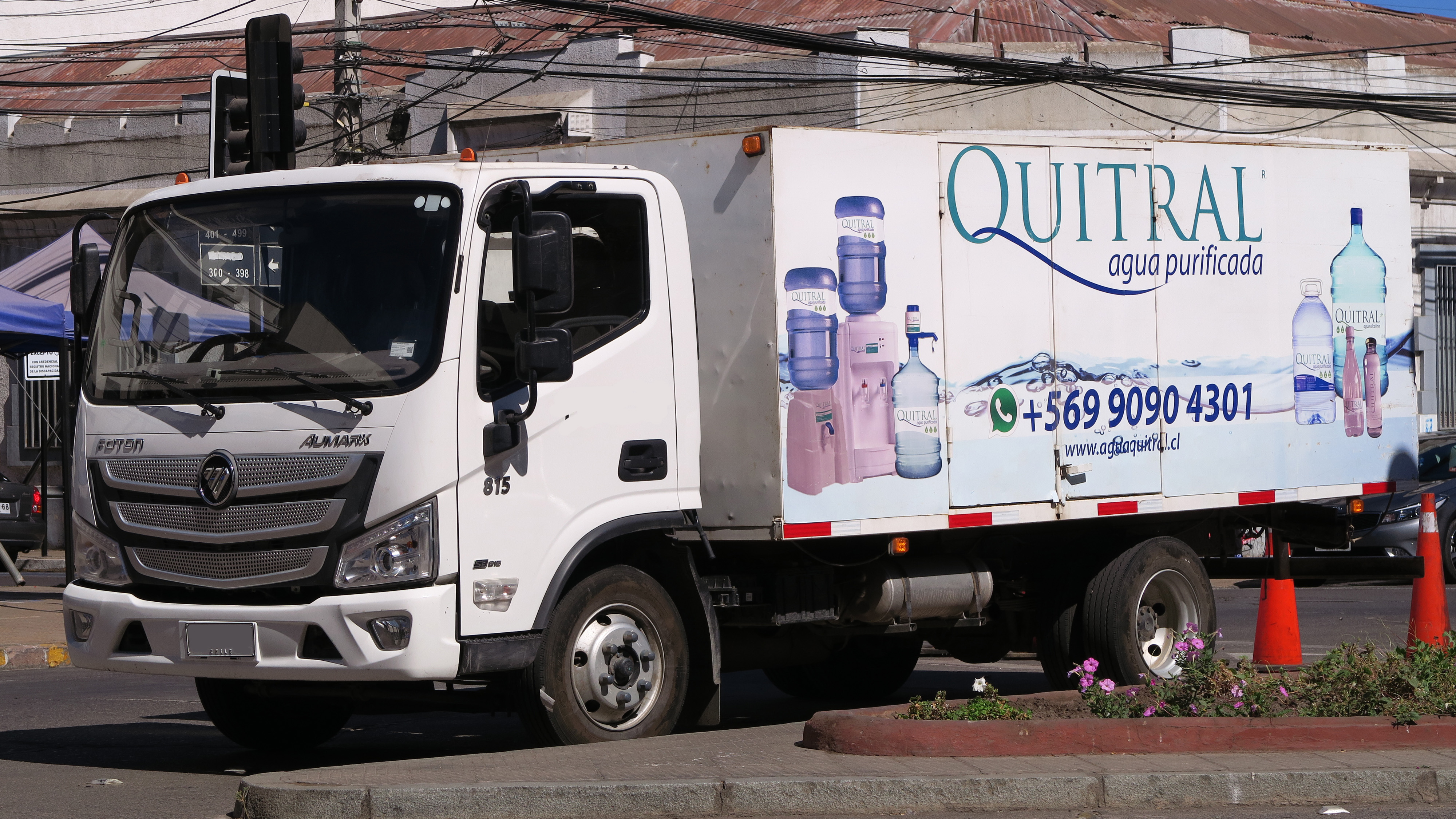
Foton Aumark S1 815

Модельний ряд Foton Aumark включає бортові вантажівки, шасі, а також широкий ряд спеціальних автомобілів.
Розрізняють наступні модифікації автомобілів: Foton Aumark FL, Aumark TX (на деяких ринках продається під назвою Foton Ollin) і Aumark C, які становлять третє покоління моделі і позначаються Foton Aumark M3.
Автомобіль Aumark FL отримав кабіну подібну на Hyundai Porter,  а автомобілі Aumark TX і Aumark C отримали кабіну подібну на Toyota Dyna.
Автомобілі Foton Aumark C комплектуються дизельними двигунами Cummins ISF 2,8 і 3,8 л (105-170 к.с., 280-600 Нм).
Автомобілі Foton Aumark TX комплектуються дизельними двигунами Isuzu BJ493 2,8 л (90-110 к.с., 172-260 Нм) або Perkins Phaser 110Ti/135Ti/140Ti 4,0 л (104-154 к.с., 360-445 Нм), або Lovol 4JB1.
Автомобілі Foton Aumark FL комплектуються різноманітними дизельними двигунами об'ємом від 1,1 до 4,8 л (40-142 к.с., 83-450 Нм).
На вантажівки встановлюють коробки передач німецької компанії ZF.
У травні 2016 року показали Foton Aumark S3. Середньотонажне шасі має колісну базу 3360 мм і повну масу 8.3 тонни. Автомобіль оснащений дизельним двигуном Cummins ISF3.8 потужністю 141 або 154 к.с.
Восени 2016 року на заміну Foton Aumark C прийшов новий Foton Aumark S5. Зовні нова модель дуже схожа на Mercedes-Benz Antos. Він оснащується дизельним двигуном Foton-Cummins ISF3.8 потужністю 170-220 к.с. і механічною коробкою передач ZF. Як опція доступний двигун Foton-Cummins ISF4.5. Aumark S5 пропонується в декількох варіантах: 14, 18 і 25 тонн. Через деякий час модель перейменували в Foton Auman EST-M.
У 2017 році на автосалоні в Шанхаї представили найменшу вантажівку Foton Aumark S1 з двигунами Foton-Cummins ISF2.8.
Aumark S1, S3 і S5 становлять четверте покоління моделі і позначаються Foton Aumark M4.

### Україна
У Харкові налагоджена крупновузлова збірка моделі Foton Aumark під маркою Кобальт на ТОВ «Автоскладальне підприємство «Кобальт»».

## Модифікації
Foton Aumark TX
- Foton Aumark BJ 1031 вантажопідйомністю 1,5 т з дизельним двигуном 4BJ-1T (Євро-3)
- Foton Aumark BJ 1039 вантажопідйомністю 1,69 т з дизельним двигуном Р4 Cummins ISF 2,8 л, потужністю 107 к.с. при 3000 об/хв, крутним моментом 280 Нм при 2000 об/хв
- Foton Aumark BJ 1041 вантажопідйомністю 3 т з дизельними двигунами 4BJ-1T (Євро-3)/Phaser 110 (Євро-3)
- Foton Aumark BJ 1049 вантажопідйомністю 3 т з дизельним двигуном Р4 Cummins ISF 2,8 л, потужністю 107 к.с. при 3000 об/хв, крутним моментом 280 Нм при 2000 об/хв

Foton Aumark C
- Foton Aumark BJ 1051 вантажопідйомністю 4 т з дизельним двигуном Р4 Cummins ISF 3,8 л, потужністю 141 к.с. при 2600 об/хв, крутним моментом 450 Нм при 1200-2200 об/хв
- Foton Aumark BJ 1061 вантажопідйомністю 5 т з дизельним двигуном Р4 Cummins ISF 3,8 л, потужністю 154 к.с. при 2600 об/хв, крутним моментом 500 Нм при 1200-2200 об/хв[3]
- Foton Aumark BJ 1129 вантажопідйомністю 6-12 т з дизельним двигуном Р4 Cummins ISF 3,8 л, потужністю 170 к.с. при 2600 об/хв, крутним моментом 600 Нм при 1300-1700 об/хв